# 半両銭

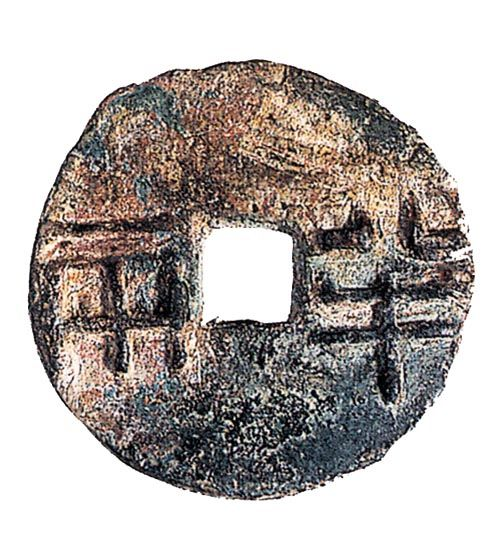
半両銭

半両銭（はんりょうせん）は、古代中国で流通した貨幣。秦代から前漢にかけて広く使用された。重量が当時の度量衡で半両（12銖）であることから半両銭と称されている。

## 戦国半両銭
春秋時代初期、晋において円形円孔の銅銭の使用が開始されている。形状が鋳造作業に簡便であったため、その後鋳造工程の最終段階の研磨作業を考慮した円形方孔と形状を変化させながら周や燕・斉・秦などの他国でも使用されるようになった。
紀元前336年、秦は銅銭の鋳造を国家で行うことを定め、円形方孔の半両銭を正式な貨幣と定めた。これが半両銭の起源である。初期の半両銭を一般に戦国半両銭と称し、重量は8g程度、ただし、鋳造技術が未熟であったためその大きさがまちまちであり、中には円孔のものも発掘されている。当時の半両銭には大篆で「半兩」と記されているが、「兩」の中の「人」が長い字体であることから長人両とも称されている。

## 秦半両銭
始皇帝により中国統一が達成されると、統一国家として秦は半両銭の使用を強制し、戦国時代に流通していた各国貨幣の統一を図った。この時期半両銭の鋳造を地方で行うことを認めていたため、その表面には小篆で「半兩」と記されているが、「兩」の中の「人」が短い字体より短人両とも称されている。

## 漢半両銭
劉邦により漢朝が成立すると、民間での貨幣の鋳造を認めた。しかし鋳造した半両銭は1銖程度のものであり（このため楡莢半両銭と俗称されている）、インフレが発生した。
その後、前186年には八銖半両が発行され、この銭の発行とともに民間での貨幣鋳造は禁止された。6銖程度のものは以前六銖半両と呼ばれたが、八銖半両の小型と考えられている。そして前182年に重量が本来の半両の5分の1に当たる2銖4絫の五分半両が発行されたが、実際には更に小型化されたものもある。更にその後には前175年に四銖半両が鋳造され、この銭の発行時、品質を一定にすることを条件に再び民間での貨幣鋳造が認められた。
前118年、武帝により五銖銭が鋳造されると、半両銭は廃止されるに至った。

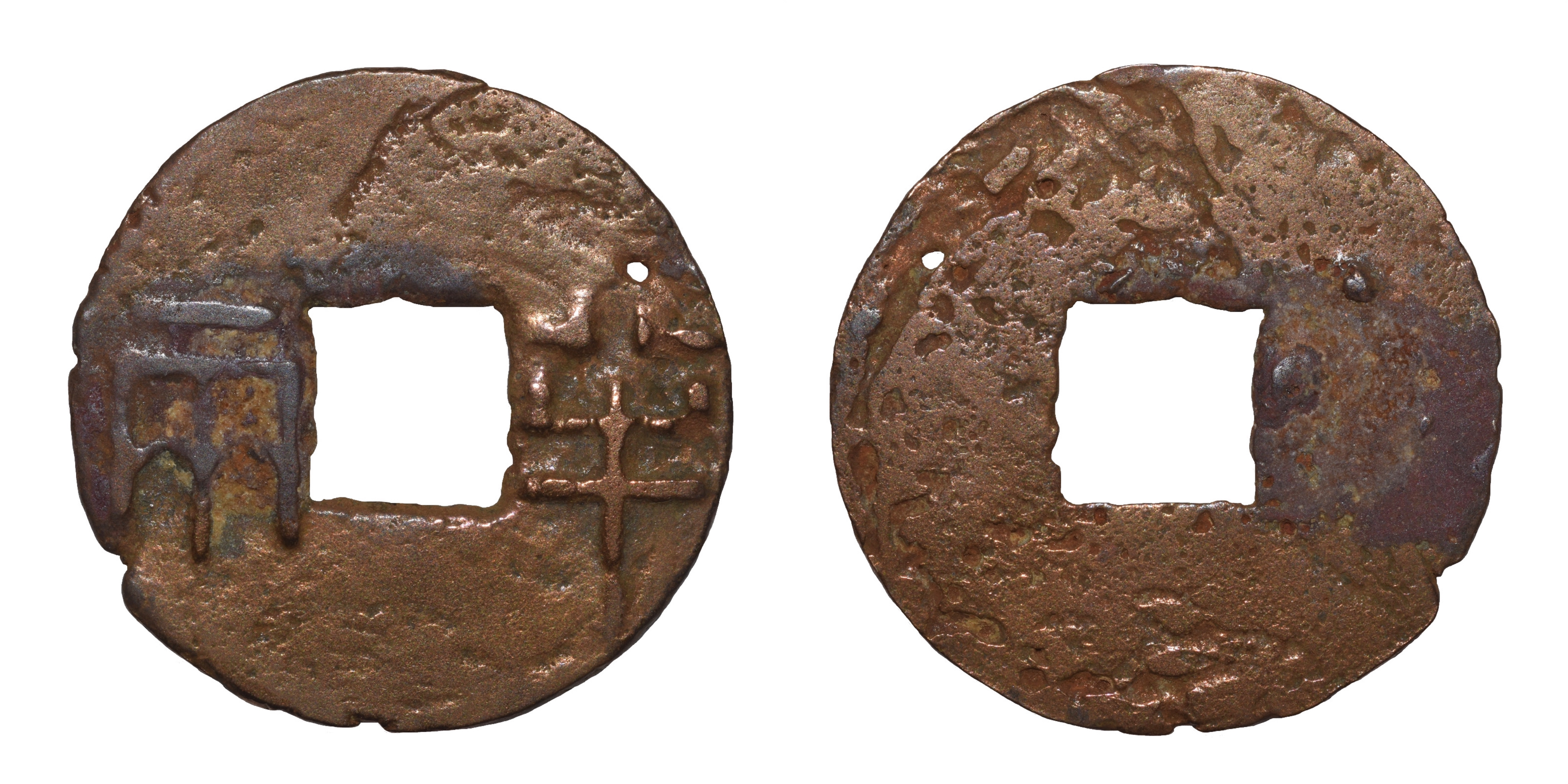
前漢時代の半両銭

## 日本での出土
全国で9か所の遺跡から25枚見つかっており、このうち現存するものは19枚ある。
- 福岡県志摩町御床松原遺跡出土……1枚(前漢紀元前175年以降)
- 福岡県志摩町新町遺跡出土 ……1枚( 〃 )
- 山口県下関市武久浜墳墓群出土……1枚( 〃 )直径2.2cm
- 山口県宇部市沖ノ山遺跡出土 ……9枚( 〃 )
- 三重県熊野市波田須町出土 ……7枚出土、内1枚現存(秦半両、秦の統一以降)直径3cm

特に波田須町出土のものは、当地で秦の始皇帝から蓬萊山へ派遣されたという徐福の伝承に関連する他の多くの出土品があり、これらと併せて当地は故地であることの有力な物証に挙げられている。